# Liste der Naturdenkmäler in Linz
Die Liste der Naturdenkmäler in Linz listet die als Naturdenkmal ausgewiesenen Objekte in der oberösterreichischen Landeshauptstadt Linz auf. Von den 40 Naturdenkmälern handelt es sich bei 39 geschützten Objekten um Bäume oder Baumgruppen, ein Naturdenkmal ist ein geschützter Bachlauf. Unter den Naturdenkmälern befinden sich verschiedene heimische sowie exotische Arten, darunter alleine 12 Stieleichen (Quercus robur) und fünf Ahornblättrigen Platanen (Platanus x hispanica). Räumlich verteilen sich die Naturdenkmäler insbesondere über die Katastralgemeinde Linz, darüber hinaus bestehen in der Katastralgemeinde Katzbach sieben, in Ebelsberg vier (alle im Schlosspark Ebelsberg), in Waldegg und Lustenau je drei und in Pöstlingberg sowie in Kleinmünchen zwei Naturdenkmäler.

## Naturdenkmäler
| Foto |                 | Name                                             | ID    | Standort                                                             | Beschreibung | Fläche | Datum      |
| ---- | --------------- | ------------------------------------------------ | ----- | -------------------------------------------------------------------- | --- | ------ | ---------- |
| 1    | Datei hochladen | 2 Eiben                                          | nd084 | Linz, Stefan-Fechter-Weg 7 KG: Linz GrStNr: 455 Standort             | Die beiden Europäischen Eiben (Taxus baccota) stehen in einem Privatgarten in der Stefan-Fechter-Weg 7. |        | 12.08.1976 |
| 1    | Datei hochladen | 2 Eichen in Waldegg                              | nd511 | Linz KG: Waldegg GrStNr: 452 Standort                                | Die beiden Stieleichen (Quercus robur) stehen im Hummelhofpark am Rande des Hummelhofwaldes. Die beiden Eichen wiesen zum Zeitpunkt der Unterschutzstellung einen Stammumfang von 2,6 bzw. 3,5 m (gemessen in einem Meter Höhe), einen Kronendurchmesser von 17 bzw. 24 m und eine Höhe von rund 24 bzw. 28 m auf. |        | 05.04.1993 |
| 1    | Datei hochladen | 3 Kastanien                                      | nd516 | Linz KG: Waldegg GrStNr: 796 Standort                                | Die drei Exemplare der Gewöhnlichen Rosskastanie (Aesculus hippocastanum) stehen auf einer großen Grünfläche im Kurvenbereich der Bockgasse gegenüber die LIVA Tennisanlage. Zum Zeitpunkt der Unterschutzstellung wiesen die drei Bäume einen Stammumfang von 2,8, 2,4 und 3,1 m auf, hatten einen Kronendurchmesser von 12 bis 13 m und erreichten eine Höhe 25 bis 30 m. |        | 02.08.1993 |
| 1    | Datei hochladen | 4 Schnurbäume                                    | nd655 | Linz KG: Linz GrStNr: 3094/1 Standort                                | Die vier Japanischen Schnurbäume stehen in Stockhofstraße in Linz, an der Zufahrt zur Kreuzschwesternschule. Sie wiesen zum Zeitpunkt der Unterschutzstellung einen Stammumfang von 2 bis 2,3 m auf, der gemeinsame Kronendurchmesser erreichte rund 50 m. Die Höhe wurde auf rund 16 m geschätzt, das Alter der Bäume auf rund 100 Jahre. |        | 27.02.2008 |
| 1    | Datei hochladen | Bäume im Park der Johannes Kepler Universität    | nd072 | Linz KG: Katzbach GrStNr: 1566 Standort                              | Ursprünglich waren 1975 ein Amur-Korkbaum (Phellodendron amurense), ein Tulpenbaum (Liriodendron tulipifera), ein Riesenmammutbaum (Sequoiadendron giganteum) und ein Japanischer Kuchenbaum (Cercidiphyllum japonicum) im Park der Johannes Kepler Universität in Linz-Auhof unter Schutz gestellt worden. Der Kuchenbaum wurde jedoch nach einer 2007 erteilten Bewilligung im Zuge der Errichtung einer Unterführung gefällt. |        | 07.06.1975 |
| 1    | Datei hochladen | Bäume in der Bockgasse in Linz                   | nd515 | Linz KG: Linz GrStNr: 1377/1 Standort                                | Die drei Stieleichen (Quercus robur) stehen im Hangbereich, nördlich, südlich und westlich des ehemaligen „Märzenkellers“ in der Bockgasse in Linz. Ursprünglich umfasste das Naturdenkmal auch eine Esche, zwei Buchen und eine weitere Eiche, die jedoch nach und nach nicht mehr die gesetzlichen Voraussetzungen für eine Unterschutzstellung erfüllten und daher nicht mehr Teil des Naturdenkmals sind. |        | 07.07.1993 |
| 1    | Datei hochladen | Bergahorn und Rosskastanie am Auberg             | nd387 | Linz KG: Urfahr GrStNr: 339/1 Standort                               | Die beiden Bäumen, ein Bergahorn (Acer pseudoplatanus) und eine Gewöhnliche Rosskastanie (Aesculus hippocastanum) befinden sich am Linzer Auberg im Park gegenüber Pfeiferstraße 6. |        | 30.06.1988 |
| 1    | Datei hochladen | Blutbuche                                        | nd068 | Linz, Untere Donaulände 16a KG: Linz GrStNr: 2966/1 Standort         | Die Blutbuche (Fagus sylvatica f. purpurea) steht vor dem Haus Untere Donaulände 16a.Anmerkung: Koordinaten müssen noch genau überprüft werden. |        | 17.04.1975 |
| 1    | Datei hochladen | Blutbuche                                        | nd270 | Linz, Niederreithstraße 15 KG: Waldegg GrStNr: 681/3; 681/4 Standort | Die Blutbuche (Fagus sylvatica f. purpurea) befindet sich im Vorgarten des Hauses Niederreithstraße 15. Die Buche wies zum Zeitpunkt der Unterschutzstellung einen Umfang von 2,93 m, einen Kronendurchmesser von rund 15 m und eine Höhe von ebenfalls rund 15 m auf. |        | 17.02.1984 |
| 1    | Datei hochladen | Dierzer Eibe                                     | nd187 | Linz, Huemerstraße 4 KG: Linz GrStNr: 624/4 Standort                 | Die Europäische Eibe (Taxus baccata) steht an der Nordseite des ehemaligen Herrschaftsparkes auf dem heutigen Gelände der Post. |        | 12.08.1983 |
| 1    | Datei hochladen | Edelkastanie                                     | nd193 | Linz, Kaplanhofstraße 3 KG: Linz GrStNr: 590/2; 590/4 Standort       | Die Edelkastanie (Castanea sativa) im Vorgarten neben dem Gebäude Kaplanhofstraße 3 wies zum Zeitpunkt der Unterschutzstellung einen Umfang von 1,52 m, einen Kronendurchmesser von rund 14 m und eine Höhe von etwa 8 m m auf. Sie besitzt eine kugelige Kronenform und eine besondere Dichtwüsigkeit.Anmerkung: Die Grundstücksnummer 590/2 existiert nicht mehr. |        | 12.08.1993 |
| 1    | Datei hochladen | Eiche                                            | nd183 | Linz KG: Katzbach GrStNr: 1599 Standort                              | Die Stieleiche (Quercus robur) steht nördlich des Schlosses Auhof am Waldrand im Bereich Wolfauerstraße. Sie wies zum Zeitpunkt der Unterschutzstellung einen Umfang von 6,05 m, einen Kronendurchmesser von 23 m und eine Höhe von 22 m auf. Die Eiche zeichnete sich dabei unter anderem für ihre kugelige, reich verzweigte Krone und den rund 12 m hohen, geradschaftigen Stamm aus.Anmerkung: Koordinaten müssen noch genau überprüft werden.                                                                                         |        | 29.06.1983 |
| 1    | Datei hochladen | Eiche im Schlosspark Ebelsberg                   | nd461 | Linz KG: Ebelsberg GrStNr: 54 Standort                               | Die Stieleiche (Quercus robur) steht rund 300 m östlich vom Schloss Ebelsberg im Schlossgarten. Die Stieleiche wies zum Zeitpunkt der Unterschutzstellung in einem Meter Höhe einen Stammumfang von 5 m auf, hatte einen Kronendurchmesser von rund 20 m und eine Höhe von rund 25 m.Anmerkung: Grundstücksgenau |        | 18.07.1991 |
| 1    | Datei hochladen | Eiche im Stadtteil Harbach                       | nd350 | Linz KG: Urfahr GrStNr: 619/4 Standort                               | Die Stieleiche (Quercus robur) steht rund 40 m südlich des Diesenleitenbaches und rund 140 m nördlich der Hauserstraße. Die Stieleiche wies zum Zeitpunkt der Unterschutzstellung einen Stammumfang von 1,2 m auf und eine Höhe von rund 22 m.Anmerkung: Grundstücksgenau, lt. Beschreibung noch weiter südlich |        | 02.07.1986 |
| 1    | Datei hochladen | Eiche in der Ing. Stern-Straße                   | nd649 | Linz KG: Lustenau GrStNr: 782/1 Standort                             | Die Stieleiche (Quercus robur) in der Parkanlage an der Ing. Stern Straße in Linz wies zum Zeitpunkt der Unterschutzstellung in einem Meter Höhe einen Stammumfang von 3,8 m auf, hatte einen Kronendurchmesser von 18 m und eine Höhe von rund 22 m. Ihr Alter wurde auf rund 150 Jahre geschätzt.Anmerkung: Grundstücksgenau |        | 01.12.2005 |
| 1    | Datei hochladen | Eiche vor dem Bundesoberstufenrealgymnasium Linz | nd288 | Linz KG: Linz GrStNr: 406/1 Standort                                 | Die Stieleiche (Quercus robur) vor dem Gebäude des Bundesoberstufenrealgymnasiums in der Honauerstraße wies zum Zeitpunkt der Unterschutzstellung in einem Meter Höhe einen Stammumfang von 2,48 m auf, hatte einen Kronendurchmesser von 12 m und eine Höhe von rund 20 m. |        | 21.01.1985 |
| 1    | Datei hochladen | Feldahorn                                        | nd189 | Linz, Huemerstraße 4 KG: Linz GrStNr: 624/4 Standort                 | Der Feldahorn (Acer campestre) an der Westseite eines ehemaligen Herrschaftsparks in der Huemerstraße 4 wies zum Zeitpunkt der Unterschutzstellung einen Stammumfang von 2,73 m auf, hatte einen Kronendurchmesser von rund 7 m und eine Höhe von rund 20 m. |        | 12.08.1983 |
| 1    | Datei hochladen | Ginkgobaum                                       | nd190 | Linz, Huemerstraße 4 KG: Linz GrStNr: 624/4 Standort                 | Der Ginkgo (Ginkgo biloba) steht inmitten eines Parkplatzes auf dem Gelände eines ehemaligen Herrschaftsparks in der Huemerstraße 4. Der Baum wies zum Zeitpunkt der Unterschutzstellung einen Stammumfang von 3,6 m auf, hatte einen Kronendurchmesser von rund 12 m und eine Höhe von rund 17 m. |        | 12.08.1983 |
| 1    | Datei hochladen | Ginkgobaum                                       | nd219 | Linz KG: Linz GrStNr: 2; 206/1; 207 Standort                         | Der Ginkgo (Ginkgo biloba) befindet sich auf einer Rasenfläche östlich des Hauses Römerstraße 2. Der Baum wies zum Zeitpunkt der Unterschutzstellung einen Stammumfang von 4,54 m auf, hatte einen Kronendurchmesser von 17 m und eine Höhe von 25 m. |        | 13.10.1983 |
| 1    | Datei hochladen | Ginkgobaum                                       | nd069 | Linz, Kaplanhofstraße 2 KG: Linz GrStNr: 2966/1 Standort             | Der Ginkgo (Ginkgo biloba) befindet sich auf einer Rasenfläche vor dem Haus Kaplanhofstraße 2. |        | 17.04.1975 |
| 1    | Datei hochladen | Götterbaum                                       | nd389 | Linz KG: Linz GrStNr: 1875/1 Standort                                | Der Götterbaum (Ailanthus altissima) steht im Kreuzungsbereich Waltherstraße/Steingasse. Er wies zum Zeitpunkt der Unterschutzstellung einen Durchmesser von rund 70 bis 80 cm auf und dominierte mit einer Höhe von 16 m die Straßenflucht in dichtverbauter Umgebung. |        | 11.07.1988 |
| 1    | Datei hochladen | Edelkastanie am Pöstlingberg                     | nd414 | Linz KG: Urfahr GrStNr: 524/1 Standort                               | Die Edelkastanie (Castanea sativa) steht in einem Waldstück am Fuße des Südosthanges des Pöstlingberges, etwa 12 Meter südlich eines Waldweges. Sie wies zum Zeitpunkt der Unterschutzstellung einen Durchmesser von 80 cm, einen Kronendurchmesser von 13 m und eine Höhe von 20 m auf. |        | 30.10.1990 |
| 1    | Datei hochladen | Mammutbaum (Sequoiadendron giganteum)            | nd080 | Linz KG: Linz GrStNr: 592/70 Standort                                | Der Riesen-Mammutbaum (Sequoiadendron giganteum) befindet sich vor dem Haus Gruberstraße 55. |        | 29.12.1975 |
| 1    | Datei hochladen | Pappel in Urfahr                                 | nd590 | Linz KG: Katzbach GrStNr: 428/20 Standort                            | Die Pyramidenpappel (Populus nigra 'Italica' )befindet sich im Garten des Hauses Wolfauerstraße 29. in Linz/Urfahr. Zum Zeitpunkt der Unterschutzstellung wies die Pappel einen Stammumfang von 3,1 m (in einem Meter Höhe gemessen) auf, hatte einen Kronendurchmesser von 8 m und eine Höhe von rund 20 m. Der Stamm der Pappel teilt sich in 2 m Höhe in mehrere Hauptäste, wobei der Baum bis zur Hälfte seiner Gesamthöhe mit Efeu bewachsen ist.                                                                                     |        | 06.08.2001 |
| 1    | Datei hochladen | Platane (Platanus x hispanica)                   | nd073 | Linz, Franckstraße 2a KG: Linz GrStNr: 1284/16 Standort              | Die Ahornblättrige Platane (Platanus x hispanica) steht auf dem Gelände des ORF Oberösterreich. |        | 07.07.1975 |
| 1    | Datei hochladen | Platane im Volksgarten                           | nd579 | Linz KG: Linz GrStNr: 1510/3 Standort                                | Die Ahornblättrige Platane (Platanus x hispanica) befindet sich inmitten des Volksgartens. Die Platane wies zum Zeitpunkt der Unterschutzstellung einen Stammumfang von 4,05 m (in einem Meter Höhe gemessen), einen Kronendurchmesser von 28 m und eine Höhe von rund 26 m auf. Ihr Alter wurde auf rund 150 Jahre geschätzt, womit die Platane der älteste Baum des Volksgartens sein dürfte. |        | 09.10.2000 |
| 1    | Datei hochladen | Platane in Kleinmünchen                          | nd593 | Linz KG: Kleinmünchen GrStNr: 129/1 Standort                         | Die Ahornblättrige Platane (Platanus x hispanica) befindet sich im Kreuzungsbereich vor dem Zentrum von Kleinmünchen. Die Platane wies zum Zeitpunkt der Unterschutzstellung einen Stammumfang von 3,35 m (in einem Meter Höhe gemessen), einen Kronendurchmesser von 16 m und eine Höhe von rund 23 m auf. Ihr Alter wurde auf rund 100 Jahre geschätzt. |        | 23.01.2002 |
| 1    | Datei hochladen | Platanengruppe                                   | nd513 | Linz KG: Katzbach GrStNr: 1566/1 Standort                            | Die alleeförmig angeordneten vier Ahornblättrigen Platanen (Platanus x hispanica) stehen auf dem Gelände der Universität Linz zwischen der Bibliothek und dem Mensagebäude nordöstlich der Teichanlage. Zum Zeitpunkt der Unterschutzstellung wiesen die Platanen einen Stammumfang von 3,5 bis 4,65 m, einen Kronendurchmesser von 19 bis 22 m und eine Höhe von rund 22 bis 35 m auf.Anmerkung: Koordinaten müssen noch genau überprüft werden. Im Naturschutzbuch steht Platanus occidentalis, im Bescheid aber Ahornblättrige Platane. |        | 05.04.1993 |
| 1    | Datei hochladen | Platanengruppe im Schloßpark Ebelsberg           | nd475 | Linz KG: Ebelsberg GrStNr: 43 Standort                               | Die sechs Ahornblättrigen Platanen (Platanus x hispanica) im Schlosspark Ebelsberg befinden sich rund 250 m südöstlich des Schlosses. Zum Zeitpunkt der Unterschutzstellung wiesen die Platanen einen Stammumfang von 2,1 bis 5,2 m, hatten einen gemeinsam Kronendurchmesser von rund 40 m und eine gemeinsame Höhe von rund 30 m. |        | 12.08.1983 |
| 1    | Datei hochladen | Prielmayr-Eiche                                  | nd067 | Linz KG: Lustenau GrStNr: 1088/1 Standort                            | Die Stieleiche (Quercus robur) steht auf dem Linzer Industriegelände zwischen dem Industrieobjekt Kühlerwerkstätte und dem Gleisbogen der Anschlussbahn zum Hafenbecken II Nord. |        | 17.04.1975 |
| 1    | Datei hochladen | Pulvermühlbach in Linz/Urfahr                    | nd557 | Linz KG: Katzbach GrStNr: 1534/1 Standort                            | Die etwa 700 m lange, naturnahe Fließstrecke des Pulvermühlbaches weist einen Eschen- und Erlenbewuchs auf, der sich entlang eines stark verbauten Siedlungsgebietes erhalten hat. Der geschützte Bachverlauf liegt unterhalb der Überquerung der F-Markl-Straße.Anmerkung: gesamter Bachabschnitt |        | 23.05.1997 |
| 1    | Datei hochladen | Blutbuche im Schloßpark Ebelsberg                | nd476 | Linz KG: Ebelsberg GrStNr: 43 Standort                               | Die Blutbuche (Fagus sylvatica f. Purpurea) steht rund 200 m südlich des Ebelsberger Schlosses im Schlosspark. Zum Zeitpunkt der Unterschutzstellung wies die Buche einen Stammumfang von 4,6 m auf, hatte einen Kronendurchmesser von 20 m und eine Höhe von 30 m. |        | 12.11.1991 |
| 1    | Datei hochladen | Rotbuche in Linz                                 | nd640 | Linz KG: Linz GrStNr: 2273/1 Standort                                | Die Rotbuche (Fagus sylvatica) befindet sich auf einer Grünfläche zwischen der Lessingstraße und der Dimmlerstraße. Zum Zeitpunkt der Unterschutzstellung wies die Buche einen Stammumfang von 4,95 m auf, hatte einen Kronendurchmesser von 23 m und eine Höhe von 25 m. Der Stamm des Baumes teilt sich in 3 bis 5 m in sechs Hauptäste, die sich weiter in eine gleichmäßige Krone verzweigen.Anmerkung: Grundstücksgenau |        | 26.11.2003 |
| 1    | Datei hochladen | Schirmföhre am unteren Schableder                | nd070 | Linz KG: Pöstlingberg GrStNr: 1175/1 Standort                        | Die Rotföhre (Pinus silvestris) steht im Bereich des Hauses Oberladtstraße am Pöstlingberg.Anmerkung: Grundstücksgenau |        | 22.04.1975 |
| 1    | Datei hochladen | Schwarzföhre beim AKH                            | nd595 | Linz KG: Linz GrStNr: 593/60 Standort                                | Die Schwarzföhre befindet sich an der Zufahrt zum Allgemeinen Krankenhaus Linz hinter der Blutzentrale. Zum Zeitpunkt der Unterschutzstellung wies die Schwarzföhre unmittelbar über dem Boden einen Stammumfang von 4,35 m auf, hatte einen Kronendurchmesser von 14 m und eine Höhe von 22 m. Die Föhre besitzt vier Stämme, die jeweils einen Durchmesser von 50 cm haben.Anmerkung: Im Naturschutzbuch als Pinus sylvestris bezeichnet, richtig wohl Pinus nigra. Grundstücksgenau                                                     |        | 01.08.2002 |
| 1    | Datei hochladen | Spitzahorn                                       | nd459 | Linz KG: Ebelsberg GrStNr: 43 Standort                               | Der Spitzahorn (Acer platanoides) steht im Schlosspark von Ebelsberg rund 150 m südöstlich des Schlosses. Zum Zeitpunkt der Unterschutzstellung wies der Ahorn einen Stammumfang von 4,3 m (in einem Meter Höhe) auf, hatte einen Kronendurchmesser von 17 m und eine Höhe von 25 m.Anmerkung: Grundstücksgenau |        | 18.07.1991 |
| 1    | Datei hochladen | Stieleiche am Europaplatz in Linz                | nd554 | Linz, Raiffeisenplatz 1 KG: Lustenau GrStNr: 828 Standort            | Die Stieleiche (Quercus robur) befindet sich im Innenhof des Gebäudes Raiffeisenplatz 1. Zum Zeitpunkt der Unterschutzstellung wies die Eiche einen Stammumfang von 2,25 m auf, hatte einen Kronendurchmesser von 13 m und eine Höhe von 23 m. Der Baum wurde nicht auf Grund seiner Mächtigkeit, sondern auf Grund seiner Assimilationsleistung und der Erhöhung der Wohnqualität inmitten einer verkehrsträchtigen und stark verbauten Siedlungsgegend unter Schutz gestellt.                                                            |        | 20.03.1997 |
| 1    | Datei hochladen | Stieleiche in Urfahr                             | nd594 | Linz, Burgstallweg 22 KG: Katzbach GrStNr: 1343/1 Standort           | Die Stieleiche (Quercus robur) steht im Garten des Hauses Burgstallweg 22. Zum Zeitpunkt der Unterschutzstellung wies die Eiche einen Stammumfang von 3,35 m (in einem Meter Höhe gemessen) auf, hatte einen Kronendurchmesser von 18 m und eine Höhe von über 20 m. Der Stamm der Eiche verzweigt sich in rund 4 m Höhe in eine weit ausladende Krone.Anmerkung: Grundstücksgenau |        | 15.07.2002 |
| 1    | Datei hochladen | Tausendjährige Linde                             | nd076 | Linz KG: Katzbach GrStNr: 432/6 Standort                             | Die Winter-Linde (Tilia cordata) steht im ehemaligen Gastgarten des Kirchenwirtes von St. Magdalena. Der Schutz einer ebenfalls auf dem Grundstück befindlichen, weiteren Linde wurde 1989 aufgehoben. |        | 29.08.1975 |
| 1    | Datei hochladen | Winterlinde in Kleinmünchen                      | nd574 | Linz KG: Kleinmünchen GrStNr: 1794/11 Standort                       | Die Winter-Linde (Tilia cordata) befindet sich im Garten des Hauses Brechtlerstraße 3. |        | 15.11.1999 |

## Ehemalige Naturdenkmäler
| Foto |                 | Name                     | ID     | Standort               | Beschreibung | Fläche | Datum |
| ---- | --------------- | ------------------------ | ------ | ---------------------- | --- | ------ | ----- |
| 0    | Datei hochladen | Blutbuche                | gnd188 | Linz KG: Linz          | Die Blutbuche stand zusammen mit einer Eibe (nd187), einem Feldahorn (nd189), einem Ginkgobaum (nd190) und einer weiteren Blutbuche (gnd191) im Park eines ehemaligen Landsitzes.                                                                    |        |       |
| 1    | Datei hochladen | Blutbuche                | gnd191 | Linz KG: Linz Standort | Die Blutbuche stand zusammen mit einer weiteren Blutbuche (gnd188), einer Eibe (nd187), einem Feldahorn (nd189) und einem Ginkgobaum (nd190) am süd-westlichen Eck im Park eines ehemaligen Landsitzes, etwa 10 Meter vor der Theodor-Körner-Schule. |        |       |
| 0    | Datei hochladen | Buche                    | gnd071 | Linz                   | Das Naturdenkmal befand sich in Waldegg. |        |       |
| 0    | Datei hochladen | Hundertjährige Buche     | gnd192 | Linz                   | Die Rotbuche rund 50 m nördlich des Landwirtschaftskammergebäudes hatte eine Höhe von rund 28 m, einen Stammumfang von 3,12 m und einen Kronendurchmesser von 15 m.                                                                                  |        |       |
| 0    | Datei hochladen | Rotbuche                 | gnd082 | Linz                   | |        |       |
| 0    | Datei hochladen | Sumpfeiche               | gnd077 | Linz                   | Das Naturdenkmal befand sich am Bauernberg, zirka 40 m vom Venustempel entfernt auf Parz. 2697/1. |        |       |
| 0    | Datei hochladen | Tulpenbaum               | gnd081 | Linz                   | Der Tulpenbaum mit einer Höhe von rund 17 m, einem Stammumfang von 2 m und einem Kronendurchmesser von 11 m besaß aufgrund seiner Lage im Stadtgebiet Seltenheitswert.                                                                               |        |       |
| 0    | Datei hochladen | Winterlinde in Ebelsberg | gnd460 | Linz                   | |        |       |

| Foto:                    | Fotografie des Naturdenkmals. Klicken des Fotos erzeugt eine vergrößerte Ansicht. Daneben finden sich zwei Symbole: \| Weitere Bilder vorhanden \| Das Symbol bedeutet, dass weitere Fotos des Objekts verfügbar sind. Durch Klicken des Symbols werden sie angezeigt. \| \| Eigenes Foto hochladen \| Durch Klicken des Symbols können weitere Fotos des Objekts in das Medienarchiv Wikimedia Commons hochgeladen werden. \| |
| Name:                    | Bezeichnung des Naturdenkmals laut offiziellen Quellen |
| ID                       | Identifikator |
| Standort:                | Es ist die Gemeinde und falls vorhanden die Adresse angegeben. Darunter sind die Katastralgemeinde (KG) und die Grundstücksnummer angeführt. Durch Aufruf des Links Standort wird die Lage des Denkmals in verschiedenen Kartenprojekten angezeigt. |
| Beschreibung             | Kurze Beschreibung des Naturdenkmals |
| Fläche                   | Fläche des Naturdenkmals in Hektar (ha) |
| Datum                    | Datum oder Jahr der Unterschutzstellung |
| Weitere Bilder vorhanden | Das Symbol bedeutet, dass weitere Fotos des Objekts verfügbar sind. Durch Klicken des Symbols werden sie angezeigt. |
| Eigenes Foto hochladen   | Durch Klicken des Symbols können weitere Fotos des Objekts in das Medienarchiv Wikimedia Commons hochgeladen werden. |